# على ورق سيلوفان (فلم)
على ورق سيلوفان فيلم مصري إنتاج عام 1975، وقصة يوسف إدريس، وإخراج حسين كمال .

## الممثلون
- نادية لطفي
- أحمد مظهر
- محمود ياسين
- ليلى طاهر
- عايدة عبد العزيز
- أبو بكر عزت

## روابط خارجية
- مقالات تستعمل روابط فنية بلا صلة مع ويكي بيانات